# Prümerburg (Prümzurlay)
Prümerburg ist ein Ortsteil der Ortsgemeinde Prümzurlay im Eifelkreis Bitburg-Prüm in Rheinland-Pfalz.

## Geographische Lage
Prümerburg liegt rund 1 km östlich des Hauptortes Prümzurlay auf einer Hochebene. Der Ort ist zu einem großen Teil von Wald umgeben, es gibt nur wenige landwirtschaftliche Nutzflächen. Westlich von Prümerburg fließt die Prüm entlang des Hauptortes. Prümerburg ist durch die Kreisstraße 21 erschlossen.

## Geschichte
Prümerburg entstand 1960 als erste Bungalowsiedlung der Bundesrepublik Deutschland. Auf einer Fläche von insgesamt 180.000 Quadratmetern errichtete man 84 Ferienhäuser. Die einst als Feriendorf geplante Siedlung entwickelte sich zu einem vollwertigen Ortsteil.

## Wappen von Prümzurlay

Das Wappen der heute übergeordneten Gemeinde Prümzurlay wurde in Anlehnung an die beiden Ortsteile der Gemeinde entworfen und stellt diese ebenfalls symbolisch dar.
Wappenbegründung:
1. Zinnenkranz im Wappenschild in blau auf silbernem Grund: Zur Ortsgemeinde Prümzurlay gehört die Prümerburg. Ruinenteile (Turm und Giebel) liegen über dem Tal, in das sich der Ort Prümzurlay eingebettet hat. Die Prümerburg prägt maßgeblich das Ortsbild von Prümzurlay.
2. Heraldischer Löwe in rot mit goldener Zunge und goldenen Krallen auf silbernem Grund: Der Löwe ist dem Wappen der Familie von der Heyden, den früheren Grundherrn Prümzurlays, entnommen.
3. Wellenschlag in blau auf silbernem Grund: Darstellung des Flusses „Prüm“, der durch den Ort Prümzurlay fließt und auch den Ortsnamen bestimmt

## Kultur und Sehenswürdigkeiten

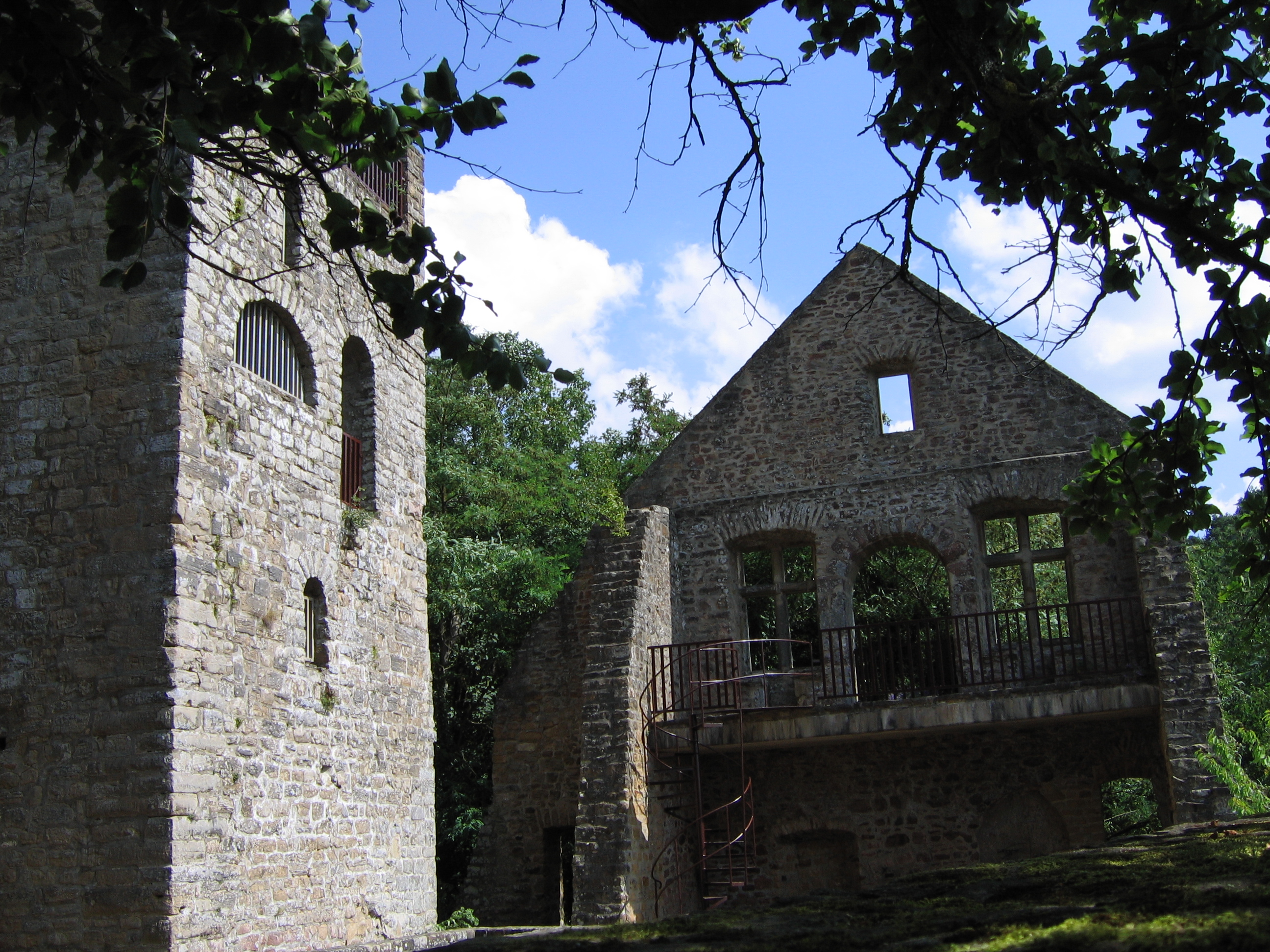
Burgruine Prümerburg im Sommer 2006, Ostansicht

### Burganlage
Bekannt ist Prümerburg vor allem durch die gleichnamige Burganlage. Es handelt sich um eine Höhenrandburg, die erstmals 1337 erwähnt wurde und den Grafen und Herzögen Luxemburgs gehörte. Die Anlage besteht aus einem zweigeschossigen Bergfried des 12. oder frühen 13. Jahrhunderts sowie einer Giebelwand des Palas mit Öffnungen aus dem 16. Jahrhundert. Im Jahre 1658 brannte die Burg nieder. Heute handelt es sich um eine Ruine. Die Reste der Burg befinden sich südlich von Prümerburg in einem Waldgebiet nahe der K 21 in Richtung Prümzurlay.
Siehe auch: Liste der Kulturdenkmäler in Prümzurlay

### Naherholung
Entlang der Prümerburg verläuft der sogenannte Felsenweg 5 des NaturWanderPark delux. Es handelt sich um einen 17 km langen Rundweg, der von Irrel über Prümzurlay bis nach Holsthum führt. Ein Highlight auf der Route bildet die Burgruine Prümerburg.